# Ko Pot
Ko Pot (Amsterdam, 19 mei 1958) is een Nederlands voormalig voetballer die als verdediger speelde.
Pot speelde bij de amateurs van DWS en werd ook geselecteerd voor het Nederlands amateurvoetbalelftal. Tussen 1980 en 1982 speelde hij in totaal 64 wedstrijden, 2 doelpunten, voor Fort Lauderdale Strikers in de NASL. In de Verenigde Staten liet hij zich John Pot noemen. In januari 1983 werd hij gecontracteerd door FC Den Haag. Pot speelde tot medio 1985 in totaal 66 wedstrijden voor FC Den Haag waarbij hij eenmaal scoorde. Hierna speelde hij tot begin jaren 90 weer voor DWS waar hij, na een terugkeer in het eerste team, medio 1995 definitief stopte.